# دم‌بادبزنی خاکستری
دم‌بادبزنی خاکستری (نام علمی: Rhipidura albiscapa) نام یک گونه از سرده دم‌بادبزنی است.

## نگارخانه

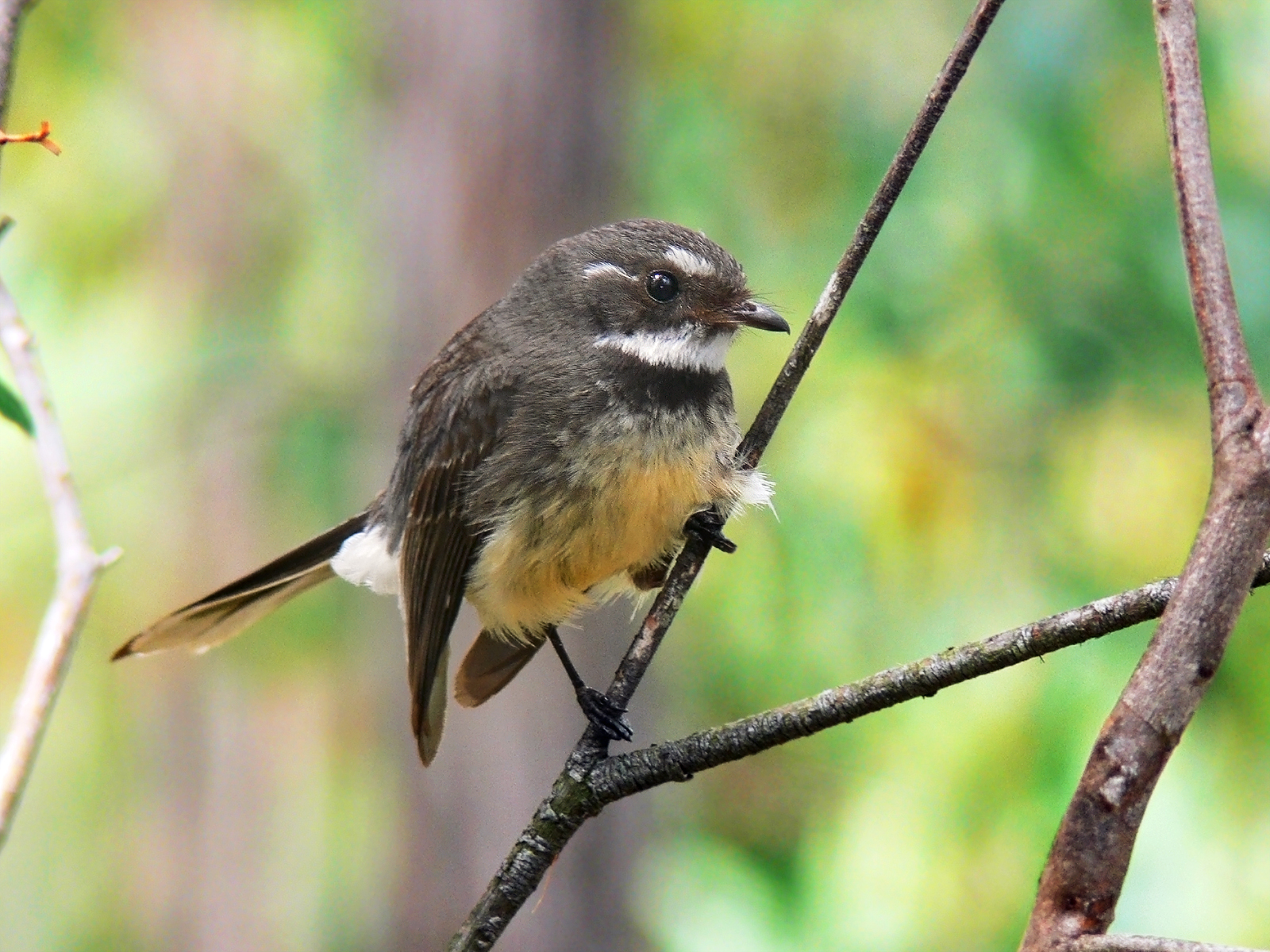
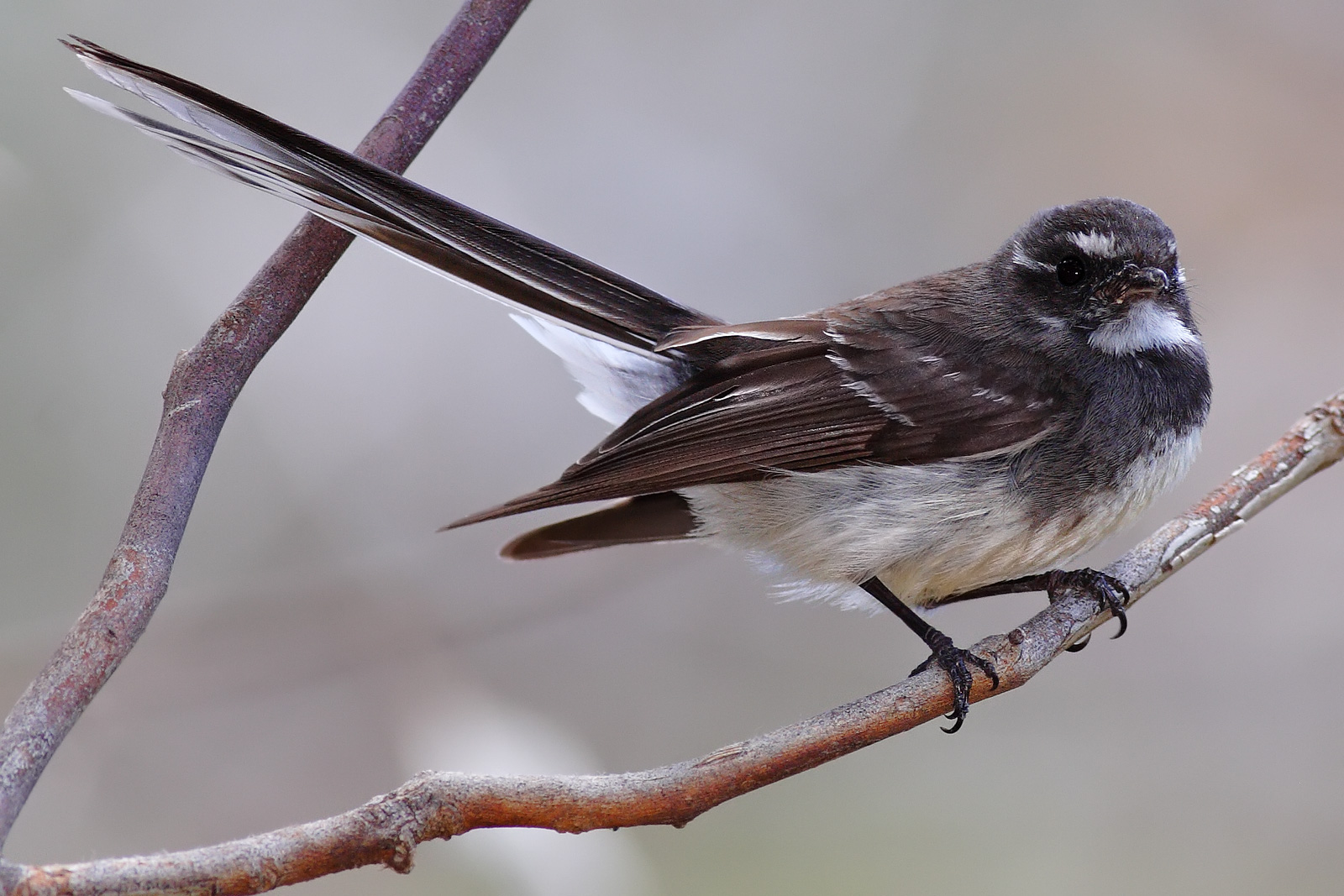
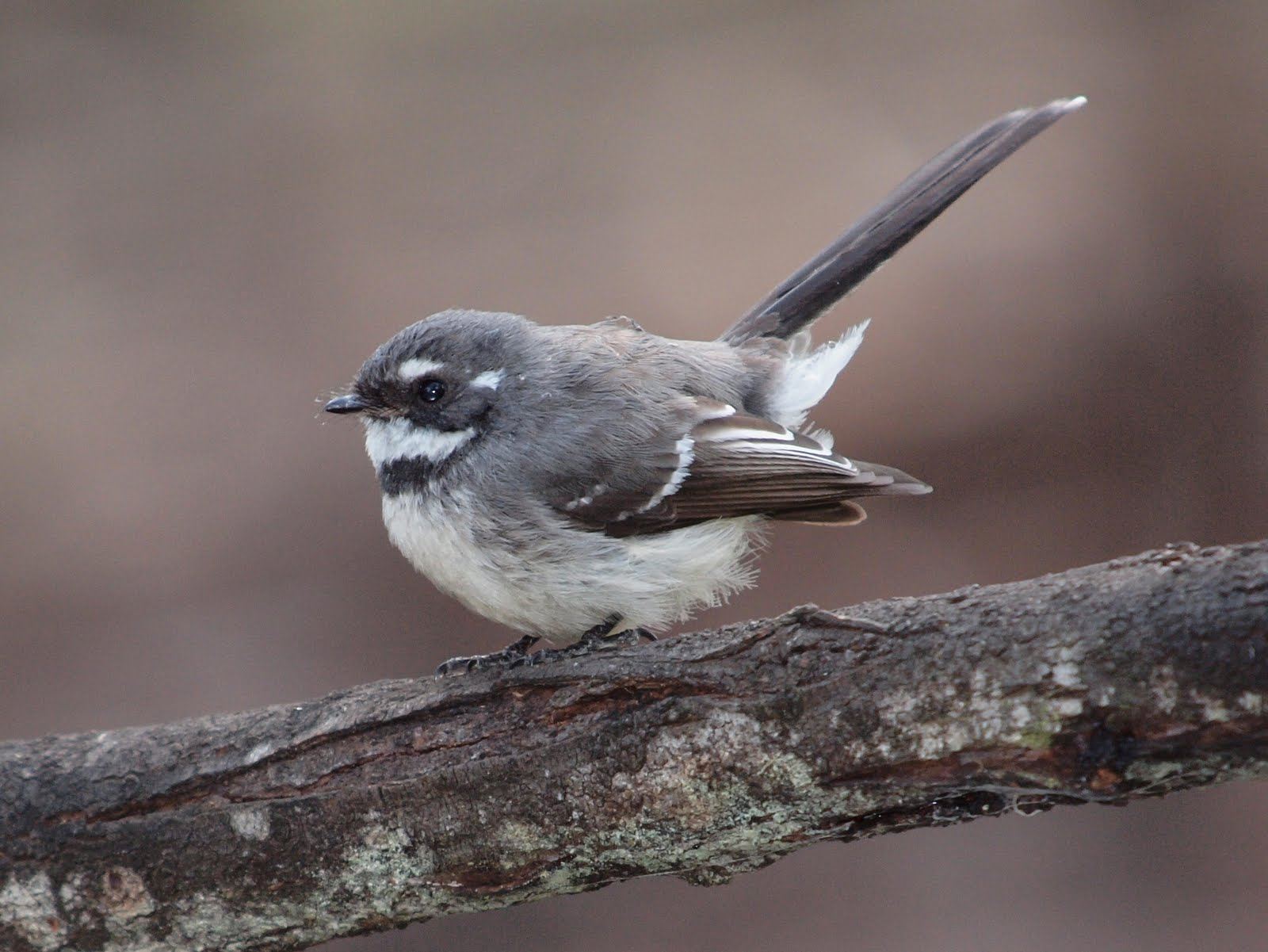